# Música polinesia
La música polinesia incluye aquí las que se ejecutan en todas las islas que forman el perímetro polinesio e incluye las Islas Cook,Tuvalu, Tonga  y Polinesia francesa; aunque cercana, difiere de la música maorí de Nueva Zelanda o de la  música hawaiana. 
Esta música es esencialmente vocal, o enfocada al acompañamiento de percusión como el que se observa en la danza tahitiana, el tamure o el ote'a. Ciertamente hubo cantos sagrados y cantos de trabajo antes de que llegara James Cook, pero solo quedan fragmentos de ellos. Por el contrario, con la llegada de los misioneros cristianos, se adoptó masivamente un nuevo tipo de polifonía. Del mismo modo, la presencia de marineros occidentales permitió la importación de la guitarra hawaiana y el ukelele.

## Loshimene

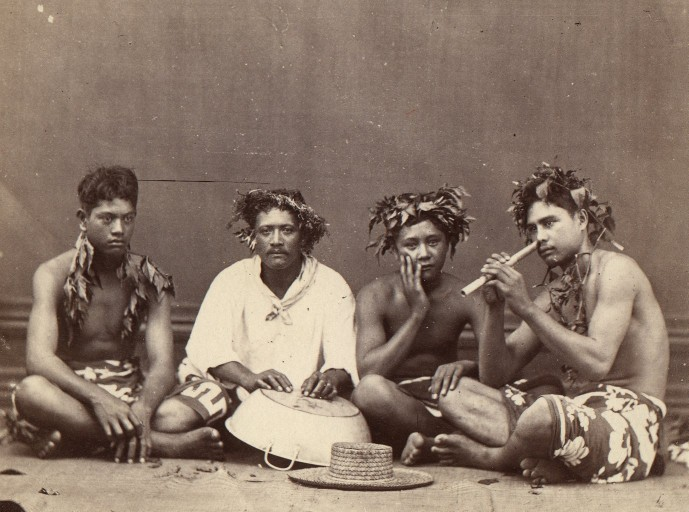
Músico de vivo

Son los coros resultantes del mestizaje entre antiguos cantos polinesios e himnos protestantes ingleses traídos por los misioneros.
Hay tres tipos de ellos:
- Havana
- Solo
- Alone

Los dos primeros son himnos poéticos dedicados a dioses, héroes, reyes o animales. Aunque cantados como parte de la liturgia protestante, también se cantan en la fiesta de Heiva i Tahiti. Cada isla tiene variantes específicas.
El ûte  es una canción para dos o tres voces, acompañada por una orquesta tradicional y un ukelele o una guitarra.
El pupu himene reúne hasta 80 cantantes y su polifonía tiene seis o diez voces superpuestas.
También se encuentran himnos protestantes en Tonga como el hiva usu, el himi y la anitema, y en las Islas Cook tales como el imene tapu, imene tuki y el imene metua.

## Elfakanauy lafatele
El fakanau es un baile sentado en Tuvalu realizado por hombres y mujeres acompañado de canciones recitativas y coros polifónicos.
La fatele está es una danza moderna Tuvalu que se baila de pie y data de principios del siglo XX y acompañados de la polifonía parecida a los himenes y con percusión, pero con una vocación secular.

## Lakhaka
Es una danza maohi viril que todavía existe en las Islas Marquesas y es muy popular entre los jóvenes polinesios. Es cantada por los coros de los bailarines y se utilizan muslos, pies, manos y gritos, además de la música de percusión. Marcial al principio, se ha convertido en un ritual deportivo.El Khaka es una danza maorí que generalmente se realiza en grupo como una muestra de orgullo, fuerza o unidad de tribu. La danza es una combinación de golpes en distintas partes del cuerpo con gestos de la cara (como sacar mucho la lengua o abrir mucho los ojos) y una serie de letanías que se pronuncian en voz alta.

## Loshiva kakala
Son canciones de amor a capella, «canciones perfumadas» de Tonga. Como a menudo acompañan las celebraciones relacionadas con la kava, una bebida narcótica, también se les llama hiva faikava. Consisten en un solista acompañado por un coro, produciendo música polifónica, a veces acompañada por string bands en la actualidad.

## Elrutu-pa'u
Es música percusiva en las Islas Cook, vinculada a la danza ura pa'u y tocada con varios tambores.

## Lasstring bands
Son conjuntos musicales modernos compuestos de instrumentos de cuerda como el ukelele, el banjo y otros, extendidos por toda la Polinesia, incluidos Tonga y Tuvalu.

## Instrumentos musicales

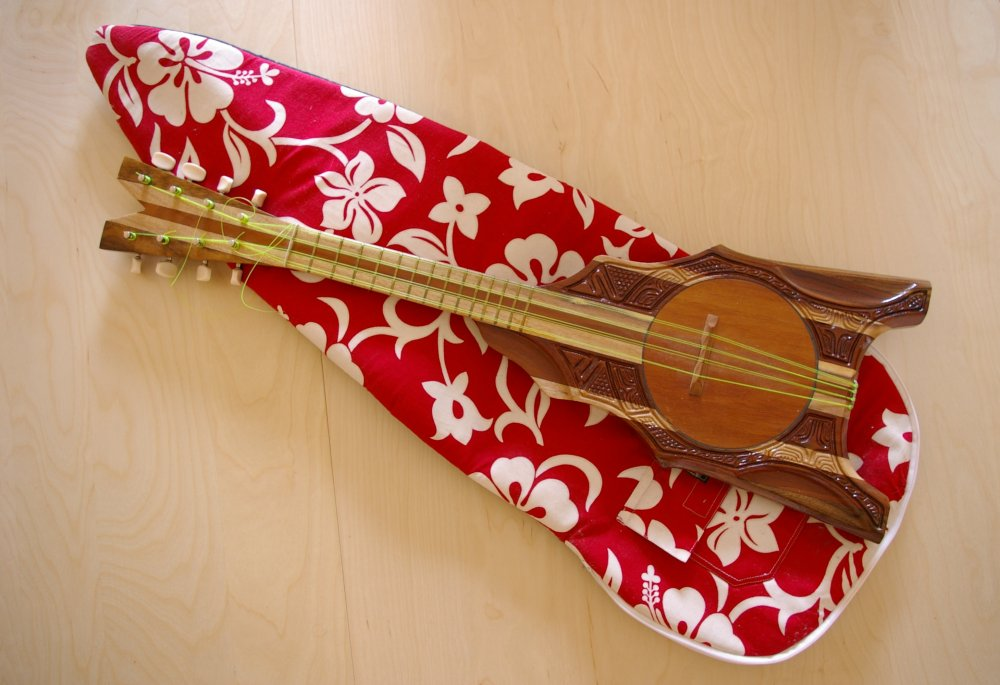
Ukulele

Percusión
- pahu
- pahuto'ere
- 'ihara
- umbele

Viento:
- vivo o pu ihu
- pu'akau o hakahau
- pu toka
- utete

Cuerda:
- ukelele
- guitarra

Los nuevos instrumentos:
 Percusión:
- to'ere
- fa'atete
- taripahu
- pahu tupa'i rima